# Sončeva obsevanost
Sónčeva obsévanost je moč na enoto površine (površinska gostota moči), prejeta od Sonca v obliki elektromagnetnega valovanja (Sončevega sevanja) v obsegu valovne dolžine merilnega inštrumenta. Merska enota za Sončevo obsevanost (jakost sevanja) je vat na kvadratni meter (W/m2) v enotah SI.
Sončeva obsevanost se pogosto integrira v določenem časovnem obdobju, da se poroča o sevalni energiji, oddani v okoliško okolje (džul na kvadratni meter, J/m2) v tem časovnem obdobju. Ta integrirana Sončeva obsevanost se imenuje Sončeva izpostavljenost, osončenost, solarna insolacija ali insolacija.
Obsevanost se lahko meri v vesoljskemu prostoru ali na zemeljskem površju po absorpciji in sipanju v ozračju. Obsevanost v vesolju je funkcija razdalje do Sonca, Sončevega cikla in medcikličnih sprememb. Obsevanost na zemeljsko površje je dodatno odvisna od naklona merilne površine, višine Sonca nad obzorjem in razmer v ozračju. Sončeva obsevanost vpliva na metabolizem rastlin in vedenje živali.
Preučevanje in merjenje Sončevega sevanja imata več pomembnih uporab, vključno z napovedovanjem proizvodnje energije iz sončnih elektrarn, ogrevalnimi in hladilnimi obremenitvami stavb, podnebnim modeliranjem in napovedovanjem vremena, aplikacijami pasivnega dnevnega sevalnega hlajenja in potovanjem v vesolje.

## Vrste sevanja
Obstaja več izmerjenih vrst Sončeve obsevanosti.
- skupna Sončeva obsevanost (total solar irradiance (TSI)) je mera sončne moči za vse valovne dolžine na enoto površine, ki vpadajo v zgornje ozračje Zemlje. Meri se pravokotno na vhodno sončno svetlobo.[3] Solarna konstanta je običajna mera srednje vrednosti TSI na razdalji ene astronomske enote (a. e.).
- neposredna normalna obsevanost (direct normal irradiance (DNI)) ali žarkovno sevanje (beam radiation) se meri na zemeljskem površju na dani lokaciji s površinskim elementom, ki je pravokoten na smer Sonca.[6] Izključuje difuzno Sončevo sevanje (sevanje, ki ga komponente v ozračju razpršijo ali odbijejo). Neposredna obsevanost je enaka nezemeljski obsevanosti nad ozračjem, zmanjšana za izgube v ozračju zaradi absorpcije in sipanja. Izgube so odvisne od časa dneva (dolžina svetlobne poti skozi ozračje glede na solarni višinski kot), oblačnosti, vsebnosti vlage in drugih vsebin. Obsevanost nad ozračjem se spreminja tudi glede na letni čas (ker se razdalja do Sonca spreminja), čeprav je ta učinek na splošno manj pomemben v primerjavi z učinkom izgub na DNI.
- difuzna vodoravna obsevanost (diffuse horizontal irradiance (DHI)), ali difuzno sevanje neba (diffuse sky radiation) je sevanje na zemeljskem površju zaradi svetlobe, ki jo razprši ozračje. Meri se na vodoravni površini s sevanjem, ki prihaja iz vseh točk na nebu, razen cirkumsolarnega sevanja (sevanje, ki prihaja s Sončeve ploskve).[6][7] V odsotnosti ozračja DHI skoraj ne bi bilo.[6]
- globalna vodoravna obsevanost (global horizontal irradiance (GHI)) je skupna obsevanost s Sonca na vodoravnem zemeljskem površju. Je vsota neposredne normalne obsevanosti (po upoštevanju solarnega zenitnega kota {\displaystyle z\!\,}) in difuzne vodoravne obsevanosti:[6]
{\displaystyle {\text{GHI}}={\text{DHI}}+{\text{DNI}}\ \cos z\!\,}
- globalna nagnjena obsevanost (global tilted irradiance (GTI)) je skupno sevanje, prejeto na površini z definiranim nagibom in azimutom, fiksno ali s sledenjem Soncu. GTI je mogoče izmeriti[7] ali modelirati iz GHI, DNI, DHI.[8][9][10] Pogosto je referenca za fotovoltaične elektrarne, fotovoltaični moduli pa se montirajo na fiksne ali sledilne konstrukcije.
- globalna normalna obsevanost (global normal irradiance (GNI)) je skupna obsevanost s Sonca na zemeljskem površju na dani lokaciji s površinskim elementom pravokotnim na Sonce.

## Merske enote
Enota SI za obsevanost je vat na kvadratni meter (W/m2 = Wm−2). Enota za obsevanost, ki se v industriji sončne moči velikokrat uporablja, je kilovatna ura na kvadratni meter (kWh/m2).
Alternativna enota za obsevanost je langley. En langley je ena termokemična kalorija na kvadratni centimeter ali 41.840 J/m2.

## Obsevanost na vrhu ozračja
Povprečno letno Sončevo sevanje, ki pride v vrh Zemljinega ozračja, je približno 1361 W/m2 (solarna konstanta {\displaystyle j_{\odot }\!\,}). To predstavlja moč na enoto površine Sončeve obsevanosti čez sferno površino, ki obdaja Sonce s polmerom, ki je enak razdalji do Zemlje (1 a. e.). To pomeni, da približno krožni disk Zemlje, gledano s Sonca, ves čas prejema približno stabilnih 1361 W/m2. Ploščina tega krožnega diska je {\displaystyle \pi r^{2}\!\,}, pri čemer je {\displaystyle r\!\,} Zemljin polmer. Ker je Zemlja približno sferasta, ima celotno površino {\displaystyle 4\pi r^{2}\!\,}, kar pomeni, da se Sončevo sevanje, ki prihaja v vrh ozračja, povprečno na celotno zemeljsko površje, preprosto deli s štiri, da se dobi 340 W/m2. Z drugimi besedami, v povprečju leta in dneva prejme Zemljino ozračje od Sonca 340 W/m2. Ta vrednost je pomembna pri sevalnem siljenju.

### Izpeljava
Porazdelitev Sončevega sevanja na vrhu ozračja je določena s sfernostjo Zemlje in parametri tira. To velja za kateri koli enosmerni žarek, ki vpada v vrtečo se sfero. Osončenost je bistvenega pomena za numerično napovedovanje vremena ter za razumevanje letnih časov in podnebnih sprememb. Uporaba v ledenih dobah je znana kot Milankovićevi cikli.
Porazdelitev temelji na osnovni identiteti sferne trigonometrije, sfernem kosinusnem izreku:
{\displaystyle \cos c=\cos a\cos b+\sin a\sin b\cos C\!\,,}
kjer so {\displaystyle a\!\,}, {\displaystyle b\!\,} in {\displaystyle c\!\,} dolžine stranic sfernega trikotnika v radianih. {\displaystyle C\!\,} je kot v oglišču nasproti stranice z dolžino {\displaystyle c\!\,}. Pri izračunu solarnega zenitnega kota {\displaystyle \Theta \!\,} za sferni kosinusni izrek velja naslednje:
{\displaystyle {\begin{aligned}C&=h\\c&=\Theta \\a&={\tfrac {1}{2}}\pi -\varphi \\b&={\tfrac {1}{2}}\pi -\delta \\\cos \Theta &=\sin \varphi \sin \delta +\cos \varphi \cos \delta \cos h\!\,.\end{aligned}}}
Ta enačba se lahko izpelje iz splošnejše formule:
{\displaystyle {\begin{aligned}\cos \Theta =\sin \varphi \sin \delta \cos \beta &+\sin \delta \cos \varphi \sin \beta \cos \gamma +\cos \varphi \cos \delta \cos \beta \cos h\\&-\cos \delta \sin \varphi \sin \beta \cos \gamma \cos h-\cos \delta \sin \beta \sin \gamma \sin h\!\,,\end{aligned}}}
kjer je {\displaystyle \beta \!\,} kot od vodoravnice in {\displaystyle \gamma \!\,} azimutni kot.
Razdaljo Zemlje od Sonca se lahko označi z {\displaystyle a_{\rm {Z}}\!\,}, srednjo razdaljo pa z {\displaystyle a_{0}\!\,}, približno 1 astronomsko enoto (a. e.). Solarna konstanta je označena z {\displaystyle j_{\odot }\!\,}. Solarna gostota toka (insolacija) na ravnino, ki se dotika Zemljine sfere, vendar nad glavnino ozračja (nadmorska višina 100 km ali več), je:
{\displaystyle Q={\begin{cases}j_{\odot }{\frac {a_{0}^{2}}{a_{\rm {Z}}^{2}}}\cos \Theta &\cos \Theta >0\\0&\cos \Theta \leq 0\!\,.\end{cases}}}
Povprečje {\displaystyle Q\!\,} na dan je povprečje {\displaystyle Q\!\,} na en vrtljaj ali časovni kot, ki teče od {\displaystyle h=\pi \!\,} do {\displaystyle h=-\pi \!\,}:
{\displaystyle {\overline {Q}}^{\text{dan}}=-{\frac {1}{2\pi }}{\int _{\pi }^{-\pi }Q\,\mathrm {d} h}\!\,.}
Naj je {\displaystyle h_{0}\!\,} časovni kot, ko {\displaystyle Q\!\,} postane pozitivna. To se lahko zgodi ob Sončevem vzhodu, ko je {\displaystyle \Theta ={\tfrac {1}{2}}\pi \!\,}, ali za {\displaystyle h_{0}\!\,} kot rešitvi enačbe:
{\displaystyle \sin \varphi \sin \delta +\cos \varphi \cos \delta \cos h_{0}=0\!\,,}
ali:
{\displaystyle \cos h_{0}=-\operatorname {tg} \varphi \operatorname {tg} \delta \!\,.}
Če je {\displaystyle \operatorname {tg} \varphi \operatorname {tg} \delta >1\!\,}, Sonce ne zaide in je že vzšlo pri {\displaystyle h=\pi \!\,}, tako da je {\displaystyle h_{0}=\pi \!\,}. Če je {\displaystyle \operatorname {tg} \varphi \operatorname {tg} \delta <-1\!\,}, Sonce ne vzide in je {\displaystyle {\overline {Q}}^{\text{dan}}=0\!\,}.
Razmerje {\displaystyle a_{0}^{2}/a_{\rm {Z}}^{2}\!\,} je čez dan skoraj konstantno in se ga lahko postavi ven iz integrala:
{\displaystyle {\begin{aligned}\int _{\pi }^{-\pi }Q\,\mathrm {d} h&=\int _{h_{0}}^{-h_{0}}Q\,\mathrm {d} h\\[5pt]&=j_{\odot }{\frac {a_{0}^{2}}{a_{\rm {Z}}^{2}}}\int _{h_{0}}^{-h_{0}}\cos \Theta \,\mathrm {d} h\\[5pt]&=j_{\odot }{\frac {a_{0}^{2}}{a_{\rm {Z}}^{2}}}{\Bigg [}h\sin \varphi \sin \delta +\cos \varphi \cos \delta \sin h{\Bigg ]}_{h=h_{0}}^{h=-h_{0}}\\[5pt]&=-2j_{\odot }{\frac {a_{0}^{2}}{a_{\rm {Z}}^{2}}}\left[h_{0}\sin \varphi \sin \delta +\cos \varphi \cos \delta \sin h_{0}\right]\!\,.\end{aligned}}}
Tako je:
{\displaystyle {\overline {Q}}^{\text{dan}}={\frac {j_{\odot }}{\pi }}{\frac {a_{0}^{2}}{R_{\rm {Z}}^{2}}}\left[h_{0}\sin \varphi \sin \delta +\cos \varphi \cos \delta \sin h_{0}\right]\!\,.}
Naj je {\displaystyle \Theta \!\,} konvencionalni polarni kot, ki opisuje planetni tir. Naj je {\displaystyle \Theta =0\!\,} ob pomladnem enakonočju. Deklinacija {\displaystyle \delta \!\,} kot funkcija lege na tiru je:
{\displaystyle \delta =\varepsilon \sin \theta \!\,,}
kjer je {\displaystyle \varepsilon \!\,} nagib vrtilne osi. (Pravilna formula za poljubni nagib vrtilne osi je {\displaystyle \sin \delta =\sin \varepsilon \sin \theta \!\,}.)
Konvencionalna dolžina prisončja {\displaystyle \varpi \!\,} je definirana relativno na pomladno enakonočje, tako da za eliptični tir velja:
{\displaystyle a_{\rm {Z}}={\frac {a_{0}(1-e^{2})}{1+e\cos(\theta -\varpi )}}\!\,,}
ali:
{\displaystyle {\frac {a_{0}}{a_{\rm {Z}}}}={\frac {1+e\cos(\theta -\varpi )}{1-e^{2}}}\!\,.}
Z znanimi vrednostmi {\displaystyle \varpi \!\,}, {\displaystyle \varepsilon \!\,} in {\displaystyle e\!\,} iz astrodinamičnih preračunov in {\displaystyle j_{\odot }\!\,} ({\displaystyle S_{0}\!\,}) iz konsenza opazovanj ali teorije se lahko {\displaystyle {\overline {Q}}^{\text{dan}}\!\,} izračuna za poljubno širino {\displaystyle \varphi \!\,} in azimutni kot {\displaystyle \Theta \!\,}. Zaradi eliptičnega tira in kot posledica drugega Keplerjevega zakona {\displaystyle \Theta \!\,} ne napreduje enakomerno s časom. Ne glede na to je {\displaystyle \Theta =0^{\circ }\!\,} točno ob pomladnem enakonočju, {\displaystyle \Theta =90^{\circ }\!\,} točno ob poletnem Sončevem obratu, {\displaystyle \Theta =180^{\circ }\!\,} točno ob jesenskem enakonočju in {\displaystyle \Theta =270^{\circ }\!\,} točno ob zimskem Sončevem obratu.
Poenostavljena enačba za obsevanost na dani dan je:
{\displaystyle Q\approx j_{\odot }\left(1+0,034\cos \left(2\pi {\frac {n}{365,25}}\right)\right)\!\,,}
kjer je {\displaystyle n\!\,} zaporedna številka dneva v letu.

### Sprememba
Skupna Sončeva obsevanost (TSI) se počasi spreminja v desetletnem in daljšem časovnem obdobju. Sprememba med 21. Sončevim ciklom je bila približno 0,1 % (od vrha do vrha). V nasprotju s starejšimi rekonstrukcijami najnovejše rekonstrukcije TSI kažejo na povečanje le za približno 0,05 % do 0,1 % med Maunderjevim minimumom iz 17. stoletja in sedanjostjo. Ultravijolična obsevanost (EUV) se spreminja za približno 1,5 odstotka od Sončevih maksimumov do minimumov za valovne dolžine od 200 do 300 nm. Vendar pa je študija posrednikov ocenila, da se je UV povečala za 3,0 % od Maunderjevega minimuma.
Nekatere razlike v osončenosti niso posledica Sončevih sprememb, ampak prej posledica gibanja Zemlje med njenim prisončjem in odsončjem ali sprememb porazdelitve sevanja po zemljepisni širini. Te tirne spremembe ali Milankovićevi cikli so v dolgih obdobjih povzročile spremembe sevalnosti do 25 % (krajevno; globalne povprečne spremembe so veliko manjše). Najnovejši pomemben dogodek je bil nagib vrtilne osi 24° med borealnim poletjem blizu holocenskega podnebnega optimuma. Pridobivanje časovne vrste za {\displaystyle {\overline {Q}}^{\mathrm {dan} }\!\,} za določen letni čas in določeno zemljepisno širino je uporabna aplikacija v teoriji Milankovićevih ciklov. Na primer, ob poletnem Sončevem obratu je deklinacija {\displaystyle \delta \!\,} enaka nagibu vrtilne osi {\displaystyle \varepsilon \!\,}. Razdalja do Sonca je:
{\displaystyle {\frac {a_{0}}{a_{\rm {Z}}}}=1+e\cos(\theta -\varpi )=1+e\cos \left({\frac {\pi }{2}}-\varpi \right)=1+e\sin \varpi \!\,.}
Za ta izračun poletnega Sončevega obrata je vloga eliptičnega tira v celoti vključena v pomemben produkt {\displaystyle e\sin \varpi \!\,}, precesijski indeks, katerega sprememba prevladuje nad spremembami osončenosti na 65° severno, ko je izsrednost velika. Naslednjih 100.000 let, ko so spremembe v izsrednosti relativno majhne, prevladujejo spremembe v nagibu vrtilne osi.

### Merjenje
Vesoljski zapis TSI obsega meritve več kot desetih radiometrov in zajema tri Sončeve cikle. Vsi sodobni satelitski inštrumenti TSI uporabljajo električno nadomestno radiometrijo z aktivno votlino. Ta tehnika meri električno ogrevanje, ki je potrebno za vzdrževanje absorpcijske zatemnjene votline v toplotnem ravnovesju z vpadno sončno svetlobo, ki gre skozi natančno zaslonko umerjenega območja. Zaslonka se modulira preko zaklopa. Za zaznavanje dolgoročnih sprememb Sončeve obsevanosti so potrebne merilne negotovosti točnosti < 0,01 %, ker so pričakovane spremembe v območju 0,05–0,15 W/m2 na stoletje.

#### Medčasovno umerjanje
V orbiti se radiometrična umerjanja odmikajo zaradi razlogov, vključno s Sončevo degradacijo votline, elektronsko degradacijo grelnika, površinsko degradacijo natančne odprtine ter različnimi površinskimi emisijami in temperaturami, ki spreminjajo toplotno ozadje. Ta umerjanja zahtevajo kompenzacijo, da se ohranijo dosledne meritve.
Iz različnih razlogov se viri ne strinjajo vedno. Vrednosti TSI satelita Solar Radiation and Climate Experiment/Total Irradiance Measurement (SORCE/TIM) so nižje od prejšnjih meritev Earth Radiometer Budget Experiment (ERBE) na satelitu Earth Radiation Budget Satellite (ERBS), inštumenta Variability of solar IRradiance and Gravity Oscillations (VIRGO) na plovilu Solar and Heliospheric Observatory (SOHO) in inštrumentov ACRIM na satelitu Solar Maximum Mission (SMM), orbitalnem oservatoriju Upper Atmosphere Research Satellite (UARS) in satelitu Active Cavity Radiometer Irradiance Monitor Satellite (ACRIMSAT). Zemeljska umerjanja pred izstrelitvijo so se zanašale na meritve na ravni komponent in ne na sistemski ravni, saj tedanji standardi obsevanosti niso imeli dovolj absolutnih točnosti.
Stabilnost meritev vključuje izpostavljanje različnih radiometrskih votlin različnim kopičenjem Sončevega sevanja za količinsko opredelitev degradacijskih učinkov, odvisnih od izpostavljenosti. Ti učinki se nato kompenzirajo v končnih podatkih. Prekrivanja opazovanj omogočajo popravke tako za absolutne odmike kot za validacijo inštrumentalnih odmikov.
Negotovosti posameznih opazovanj presegajo spremenljivost obsevanosti (~0,1 %). Tako se stabilnost inštrumenta in kontinuiteta merjenja zanaša na izračun dejanskih sprememb.
Dolgotrajne radiometrske odmike je mogoče zamenjati s spremembami obsevanosti, ki jih je mogoče napačno pojasnjevati kot vpliv na podnebje. Primeri vključujejo vprašanje povečanja obsevanosti med minimumoma cikla v letih 1986 in 1996, ki je očitno samo v kompozitu ACRIM (in ne v modelu) in nizkih ravni obsevanosti v kompozitu PMOD med minimumom leta 2008.
Kljub dejstvu, da ACRIM I, ACRIM II, ACRIM III, VIRGO in TIM vse sledijo degradaciji z odvečnimi votlinami, ostajajo opazne in nepojasnjene razlike v obsevanosti in modeliranih vplivih Sončevih peg in fakul.

#### Vztrajne nedoslednosti
Nesoglasje med prekrivajočimi se opazovanji kaže na nerazrešene odmike, ki nakazujejo, da zapis TSI ni dovolj stabilen za razločevanje Sončevih sprememb na desetletnih časovnih lestvicah. Samo kompozit ACRIM kaže povečanje obsevanosti za ~1 W/m2 med letoma 1986 in 1996; te spremembe tudi v modelu ni.
Priporočila za odpravo neskladij inštrumentov vključujejo potrjevanje točnosti optičnih meritev s primerjavo zemeljskih inštrumentov z laboratorijskimi referencami, kot so tisti na Nacionalnem inštitutu za standarde in tehnologijo (NIST). Validacija NIST umerjanj površine zaslonke uporablja rezervne dele iz vsakega instrumenta in uporabo popravkov uklona od zaslonke, ki omejuje pogled.
Za ACRIM je NIST ugotovil, da uklon od zaslonke, ki omejuje pogled, prispeva 0,13 % signala, ki ni upoštevan v treh inštrumentih ACRIM. Ta popravek zniža sporočene vrednosti ACRIM, s čimer se ACRIM približa TIM. Pri ACRIM in vseh drugih inštrumentih razen TIM je zaslonka globoko v notranjosti inštrumenta, z večjo zaslonko, ki omejuje pogled spredaj. Odvisno od nepopolnosti robov lahko to neposredno razprši svetlobo v votlino. Ta oblika prepušča v sprednji del inštrumenta dvakratno do trikratno količino svetlobe, ki naj bi jo izmerili – če se ta dodatna svetloba popolnoma ne absorbira ali razprši, proizvaja napačno visoke signale. Nasprotno zasnova TIM postavlja točno zaslonko spredaj, tako da vstopi samo želena svetloba.
Spremembe iz drugih virov verjetno vključujejo letno sistematiko v podatkih ACRIM III, ki je skoraj v fazi z razdaljo Sonce-Zemlja, in 90-dnevne skoke v podatkih VIRGO, ki sovpadajo z manevri plovila SOHO, ki so bili najbolj očitni med Sončevim minimumom leta 2008.

#### TSI Radiometer Facility
Visoka absolutna točnost TIM ustvarja nove priložnosti za merjenje podnebnih spremenljivk. TSI Radiometer Facility (TRF) je kriogenski radiometer, ki deluje v vakuumu z nadzorovanimi viri svetlobe. L-1 Standards and Technology (LASP) je zasnoval in izdelal sistem, dokončan leta 2008. Umerjen je bil za optično moč glede na Primary Optical Watt Radiometer NIST, kriogenski radiometer, ki vzdržuje lestvico moči sevanja NIST z negotovostjo 0,02 % ({\displaystyle 1\sigma \!\,}). Od leta 2011 je bil TRF edini objekt, ki se je približal želeni <0,01 % negotovosti za predizstrelitveno validacijo solarnih radiometrov, ki merijo obsevanost (namesto le optične moči) pri ravneh sončne moči in pod vakuumskimi pogoji.
TRF zajame referenčni radiometer in preskuševalni inštrument v skupni vakuumski sistem, ki vsebuje stacionarni, prostorsko enoten svetleči žarek. Točna zaslonka s površino, umerjeno na 0,0031 % ({\displaystyle 1\sigma \!\,}), določa izmerjeni del žarka. Točna zaslonka preskusnega inštrumenta je nameščena na istem mestu, ne da bi optično spremenila žarek, za neposredno primerjavo z referenčnim. Spremenljiva moč žarka zagotavlja diagnostiko linearnosti, spremenljiv premer žarka pa diagnosticira sipanje iz različnih komponent inštrumenta.
Absolutni lestvici inštrumentov za letenje Glory/TIM in PICARD/PREMOS sta zdaj sledljivi do TRF v optični moči in obsevanosti. Posledična visoka točnost zmanjša posledice kakršne koli prihodnje vrzeli v zapisu Sončeve obsevanosti.
| inštrument            | obsevanost, omejevanje pogleda zaslonka prenapolnjena | obsevanost, točna zaslonka prenapolnjena | pripisljiva razlika razpršiti napako | izmerjena optična napaka moči | skladnost preostale obsevanosti | negotovost |
| --------------------- | ----------------------------------------------------- | ---------------------------------------- | ------------------------------------ | ----------------------------- | ------------------------------- | ---------- |
| SORCE/TIM na tleh     | —                                                     | −0,037 %                                 | —                                    | −0,037 %                      | 0,000 %                         | 0,032 %    |
| Glory/TIM med poletom | —                                                     | −0,012 %                                 | —                                    | −0,029 %                      | 0,017 %                         | 0,020 %    |
| PREMOS-1 na tleh      | −0,005 %                                              | −0,104 %                                 | 0,098 %                              | −0,049 %                      | −0,104 %                        | ~0,038 %   |
| PREMOS-3 med poletom  | 0,642 %                                               | 0,605 %                                  | 0,037 %                              | 0,631 %                       | −0,026 %                        | ~0,027 %   |
| VIRGO-2 na tleh       | 0,897 %                                               | 0,743 %                                  | 0,154 %                              | 0,730 %                       | 0,013 %                         | ~0,025 %   |

#### Ponovno ocenjevanje leta 2011
Najverjetnejša vrednost TSI, ki predstavlja Sončev minimum, je 1360,9±0,5 W/m2, kar je nižje od prej sprejete vrednosti 1365,4±1,3 W/m2, določene v 1990-ih. Nova vrednost izhaja iz SORCE/TIM in radiometričnih laboratorijskih preskusov. Sipana svetloba je glavni vzrok za višje vrednosti obsevanosti, ki so jih izmerili prejšnji sateliti, pri katerih je točna zaslonka nameščena za večjo zaslonko, ki omejuje pogled. TIM uporablja zaslonko za omejevanje pogleda, manjšo od točne zaslonke, ki preprečuje ta lažni signal. Nova ocena temelji na boljših meritvah in ne na spremembi sončne moči.
Razdelitev relativnega deleža Sončevih peg in fakularnih vplivov iz podatkov SORCE/TIM na podlagi regresijskega modela predstavlja 92 % opazovane variance in sledi opazovanim trendom znotraj območja stabilnosti TIM. Ta skladnost zagotavlja nadaljnje dokaze, da so spremembe TSI predvsem posledica magnetne aktivnosti Sončeve površine.
Netočnosti inštrumentov dodajajo veliko negotovost pri določanju Zemljine energetske bilance. Energijsko neravnovesje so različno izmerili (med globokim Sončevim minimumom 2005–2010) in znaša +0,58±0,15 W/m2, +0,60±0,17 W/m2 in +0,85 W/m2. Ocene meritev v vesolju se gibljejo med +3–7 W/m2. Nižja vrednost TSI SORCE/TIM zmanjša to razliko za 1 W/m2. Ta razlika med novo nižjo vrednostjo TIM in prejšnjimi meritvami TSI ustreza podnebnemu siljenju −0,8 W/m2, kar je primerljivo z energijskim neravnovesjem.

#### Ponovno ocenjevanje leta 2014
Leta 2014 so razvili nov kompozit ACRIM z uporabo posodobljenega zapisa ACRIM3. Dodal je popravke za sipanje in uklon, razkrite med nedavnim preskušanjem pri TRF, in dve posodobitvi algoritma. Posodobitve algoritma natančneje upoštevajo toplotno obnašanje inštrumenta in razčlenjevanje podatkov o ciklu zaklopa. Ti so popravili komponento kvaziletnega lažnega signala in povečali razmerje med signalom in šumom. Neto učinek teh popravkov je zmanjšal povprečno vrednost TSI ACRIM3, ne da bi vplival na trende v TSI kompozita ACRIM.
Razlike med kompozitoma ACRIM in PMOD TSI so očitne, najpomembnejše pa so trendi Sončevega minimuma do minimuma med 21.–23. Sončevim ciklom. ACRIM je ugotovil povečanje +0,037 %/desetletje od leta 1980 do leta 2000 in nato zmanjšanje. PMOD namesto tega predstavlja stalno zmanjševanje od leta 1978. Pomembne razlike je mogoče opaziti tudi med vrhuncem 21. in 22. Sončevega cikla. Te izhajajo iz dejstva, da ACRIM uporablja izvirne rezultate TSI, ki so jih objavile skupine za satelitske poskuse, medtem ko PMOD nekatere rezultate bistveno spremeni, da jih uskladi z določenimi posredniškimi modeli TSI. Posledice povečanja TSI med globalnim segrevanjem v zadnjih dveh desetletjih 20. stoletja so, da je Sončevo siljenje morda nekoliko večji dejavnik podnebnih sprememb, kot je predstavljeno v podnebnih modelih splošnega kroženja CMIP5.

## Obsevanost na zemeljskem površju
Povprečno letno Sončevo sevanje, ki doseže vrh Zemljinega ozračja, je približno 1361 W/m2 (solarna konstanta {\displaystyle j_{\odot }\!\,}). Sončni žarki so oslabljeni, ko gredo skozi ozračje, tako da ostane največja normalna površinska obsevanost približno 1000 W/m2 na morski gladini ob jasnem dnevu. Ko nad ozračje prihaja 1361 W/m2 (ko je Sonce v nadglavišču na nebu brez oblačka), je neposredno Sonce približno 1050 W/m2, globalno sevanje na vodoravni površini pri tleh pa približno 1120 W/m2 1120 W/m2. Slednja vrednost vključuje sevanje, sipano ali ponovno oddano v ozračju in okolici. Dejanska vrednost se spreminja glede na kot Sonca in okoliščine v ozračju. Brez upoštevanja oblakov je dnevna povprečna osončenost Zemlje približno 6 kWh/m2 = 21,6 MJ/m2.
Izhod, na primer, fotovoltaične plošče, je delno odvisen od kota Sonca glede na ploščo. Eno Sonce je enota toka moči in ne standardna vrednost za dejansko osončenost. Včasih se ta enota imenuje sol in se je ne sme zamenjati s sol, ki pomeni en Sončev dan.

### Absorpcija in odboj
Del sevanja, ki doseže objekt, se absorbira, preostanek pa se odbije. Običajno se absorbirano sevanje pretvori v toplotno energijo, s čimer se poveča temperatura objekta. Umetni ali naravni sistemi pa lahko pretvorijo del absorbiranega sevanja v drugo obliko, kot je elektrika ali kemične vezi, kot v primeru fotovoltaičnih celic ali rastlin. Delež odbitega sevanja je odbojnost objekta ali albedo.

### Vpliv projekcije
Osončenost na površini je največja, ko je površina neposredno obrnjena (normalno) proti Soncu. Ko se kot med površino in Soncem premakne od normale, se osončenost zmanjša sorazmerno s kosinusom kota; glej vpliv Sončevega kota na podnebje.
Na sliki je prikazan kot med tlemi in sončnim žarkom in ne med navpično smerjo in sončnim žarkom – zato je sinus primeren namesto kosinusa. Sončni žarek, širok eno miljo, prihaja neposredno nad glavo, drugi pa pod kotom 30° glede na vodoravno ravnino. Sinus kota 30° je 1/2, medtem ko je sinus kota 90° enak 1. Poševni sončni žarek toko širi svetlobo po dvakratni površini. Posledično pade na vsako kvadratno miljo pol manj svetlobe.
Ta vpliv projekcije je glavni razlog, zakaj so Zemljina polarna območja veliko hladnejša od ekvatorialnih območij. V letnem povprečju sta pola deležna manj sončne svetlobe kot ekvator, ker sta vedno nagnjena bolj stran od Sonca kot tropi, poleg tega pa sploh nista deležna sončne svetlobe v šestih mesecih svojih zim.

### Vpliv absorpcije
Pri nižjem kotu mora svetloba potovati tudi skozi več ozračja. To jo oslabi (z absorpcijo in sipanjem), kar dodatno zmanjša osončenost na površju.
Slabljenje ureja absorpcijski zakon, in sicer, da se prepustnost ali delež osončenosti, ki doseže površje, eksponentno zmanjšuje z optično globino ali absorbanco (pojma se razlikujeta samo za konstantni faktor {\displaystyle \ln 10=2,303\!\,}) poti osončenosti skozi ozračje. Za katero koli dano kratko dolžino poti je optična globina sorazmerna s številom absorberjev in sipalcev vzdolž te dolžine in običajno narašča z nižanjem nadmorske višine. Optična globina celotne poti je potem integral (vsota) teh optičnih globin vzdolž poti.
Kadar je gostota absorberjev slojevita, torej veliko bolj odvisna od navpične kot vodoravne lege v ozračju, je v dobrem približku optična globina obratno sorazmerna z vplivom projekcije, to je s kosinusom zenitnega kota. Ker se prepustnost eksponentno zmanjšuje z naraščajočo optično globino, ko se Sonce približuje obzorju, pride točka, ko absorpcija prevladuje nad projekcijo do konca dneva. Z razmeroma visoko stopnjo absorpcije je to lahko precejšen del poznega popoldneva in prav tako zgodnjega jutra. Nasprotno pa v (domnevni) popolni odsotnosti absorpcije ostane optična globina enaka nič na vseh višinah Sonca, kar pomeni, da prepustnost ostane 1, zato velja le vpliv projekcije.

### Zemljevidi Sončevega potenciala
Ocena in kartiranje Sončevega potenciala na svetovni, regionalni in državni ravni sta bili predmet velikega akademskega in komercialnega zanimanja. Eden prvih poskusov izvedbe celovitega kartiranja Sončevega potenciala za posamezne države je bil projekt Solar & Wind Resource Assessment (SWERA), ki ga je financiral Program Združenih narodov za okolje, izvajal pa ga je Nacionalni laboratorij za obnovljivo energijo ZDA. Drugi primeri vključujejo globalno kartiranje Nase in drugih podobnih inštitutov, od katerih jih je veliko na voljo v Globalnem atlasu za obnovljivo energijo, ki ga zagotavlja Mednarodna agencija za obnovljivo energijo (IRENA). Sedaj obstajajo mnoga komercialna podjetja, ki razvijalcem sončne energije zagotavljajo podatke o sončnih virih, vključno s 3E, Clean Power Research, SoDa Solar Radiation Data, Solargis, Vaisala (prej 3Tier) in Vortex, in ta podjetja so pogosto zastonj zagotavljala zemljevide Sončevega potenciala. Januarja 2017 je Svetovna banka izdala aplikacijo Global Solar Atlas, pri čemer je uporabila podatke, ki jih je zagotovil Solargis, da bi zagotovila en sam vir visokokakovostnih Sončevih podatkov, zemljevidov in slojev GIS, ki pokrivajo vse države.
- Zemljevidi potenciala GHI po regijah in državah (Opomba: barve na zemljevidih niso enake)
- podsaharska Afrika
- Latinska Amerika in Karibi
- Kitajska
- Indija
- Mehika
- Južna Afrika

Zemljevidi Sončevega sevanja so izdelani z uporabo podatkovnih zbirk, pridobljenih iz satelitskih posnetkov, na primer z uporabo vidnih slik s satelita Meteosat Prime. Na slikah je uporabljena metoda za določanje Sončevega sevanja. En dobro preverjen model satelita do obsevanosti je model SUNY. Točnost tega modela je dobro ocenjena. Na splošno so zemljevidi Sončeve obsevanosti točni, zlasti za globalno vodoravno obsevanost.

## Uporabe
|                 | W/m2     | kW·h/(m2·dan) | Sončne ure/dan | kWh/(m2·leto) | kWh/(kWp·leto) |
| --------------- | -------- | ------------- | -------------- | ------------- | -------------- |
| W/m2            | 1        | 41,66666      | 41,66666       | 0,1140796     | 0,1521061      |
| kW·h/(m2·dan)   | 0,024    | 1             | 1              | 0,0027379     | 0,0036505      |
| Sončeve ure/dan | 0,024    | 1             | 1              | 0,0027379     | 0,0036505      |
| kWh/(m2·leto)   | 8,765813 | 365,2422      | 365,2422       | 1             | 1,333333       |
| kWh/(kWp·leto)  | 6,574360 | 273,9316      | 273,9316       | 0,75          | 1              |

### Sončna moč
Podatki o Sončevi obsevanosti se uporabljajo za načrtovanje uvedbe sistemov sončne energije. V mnogih državah je mogoče podatke pridobiti iz zemljevida osončenosti ali iz razpredelnic osončenosti, ki odražajo podatke za zadnjih 30–50 let. Različne tehnologije sončne energije lahko uporabljajo različne komponente celotne obsevanosti. Medtem ko lahko sončne fotovoltaične plošče pretvorijo v elektriko tako neposredno obsevanost kot difuzno obsevanost, lahko koncentrirana sončna energija učinkovito deluje le z neposredno obsevanostjo, zaradi česar so ti sistemi primerni samo na lokacijah z relativno nizko oblačnostjo.
Ker so paneli sončnih kolektorjev skoraj vedno nameščeni pod kotom proti Soncu, je treba prilagoditi vrednosti osončenosti, da se ugotovi količina sončne svetlobe, ki pade na panel. To bo preprečilo ocene, ki so netočno nizke za zimo in netočno visoke za poletje. To tudi pomeni, da količina sončne svetlobe, ki pade na sončno ploščo na visoki zemljepisni širini, ni tako nizka v primerjavi s svetlobo na ekvatorju, kot bi bila, če bi se upoštevala samo osončenost na vodoravni površini. Vrednosti vodoravne osončenosti segajo od 800 do 950 kWh/(kWp·leto) na Norveškem do 2.900 kWh/(kWp·leto) v Avstraliji. Toda pravilno nagnjena plošča na zemljepisni širini 50° prejme 1860 kWh/(kWp·leto) v primerjavi z 2370 na ekvatorju. Pravzaprav pod jasnim nebom solarna plošča, postavljena vodoravno na severnem ali južnem polu sredi poletja, prejme več sončne svetlobe v 24 urah (kosinus vpadnega kota je enak sin 23,5° ali približno 0,40) kot vodoravna plošča na ekvatorju pri enakonočju (povprečni kosinus je enak {\displaystyle 1/\pi \!\,} ali približno 0,32).
Fotovoltaični paneli so ocenjeni pod standardnimi pogoji, da se določi Wp (najvišja vrednost v vatih), ki se lahko nato uporabi z osončenostjo, prilagojeno dejavnikom, kot so nagib, sledenje in senčenje, da se določi pričakovani izhod.

### Zgradbe
V gradbeništvu je osončenost pomembna točka pri načrtovanju stavbe za določeno lokacijo.
Vpliv projekcije je mogoče uporabiti za načrtovanje stavb, ki so poleti hladne in pozimi tople, tako da se zagotovijo navpična okna na strani stavbe, obrnjeni proti ekvatorju (južna stran na severni polobli ali severna stran na južni polobli): to maksimizira osončenost v zimskih mesecih, ko je Sonce nizko na nebu, in jo zminimizira poleti, ko je Sonce visoko. (Navidezna Sončeva pot sever-jug prek neba obsega 47° skozi leto).

### Nizke gradnje
V nizkih gradnjah in hidrologiji numerični modeli odtoka taljenega snega uporabljajo opazovanja osončenosti. To omogoča oceno hitrosti sproščanja vode iz taleče se snežne odeje. Merjenje na terenu se izvede s pomočjo piranometra.

### Raziskovanje podnebja
Obsevanost je pomembna pri podnebnem modeliranju in napovedovanju vremena. Neničelno povprečje globalnega neto sevanja v zgornjem delu  ozračja kaže na toplotno neravnovesje Zemlje, ki ga povzroča podnebno siljenje.
Vpliv nižje vrednosti TSI iz leta 2014 na podnebne modele ni znan. Nekaj desetink odstotka spremembe absolutne ravni TSI se običajno šteje za minimalne posledice za podnebne simulacije. Nove meritve zahtevajo prilagoditve parametrov podnebnega modela.
Poskusi z modelom GISS 3 so raziskali občutljivost delovanja modela na absolutno vrednost TSI v sedanjem in predindustrijskem obdobju ter na primer opisali, kako je zmanjšanje obsevanosti razdeljeno med ozračjem in površjem ter učinke na odhajajoče sevanje.
Ocena vpliva dolgotrajnih sprememb obsevanosti na podnebje zahteva večjo stabilnost inštrumentov v kombinaciji z zanesljivimi opazovanji globalne površinske temperature za količinsko opredelitev procesov podnebnega odziva na sevalno siljenje na desetletnih časovnih lestvicah. Opaženo 0,1 % povečanje obsevanosti daje 0,22 W/m2 vplivanja na podnebno siljenje, kar kaže na prehodni odziv podnebja 0,6 °C na W/m2. Ta odziv je večji za faktor 2 ali več kot v modelih iz leta 2008, ki jih je ocenil Medvladni forum za podnebne spremembe (IPCC), kar se morda pojavlja v modelirani toploti, ki jo privzema ocean.

### Globalno ohlajanje
Merjenje zmogljivosti površine za odboj Sončeve obsevanosti je bistvenega pomena za pasivno dnevno sevalno hlajenje (PDRC), ki so ga predlagali kot metodo za obračanje krajevnih in globalnih dvigov temperature, povezanih z globalnim segrevanjem. Za merjenje hladilne moči pasivne sevalne hladilne površine je treba kvantificirati absorbirano moč ozračnega in Sončevega sevanja. Ob jasnem dnevu lahko Sončeva obsevanost doseže 1000 W/m2 z difuzno komponento med 50 in 100 W/m2. V povprečju je bila hladilna moč pasivne dnevne sevalne hladilne površine ocenjena na ~100–150 W/m2.

### Vesolje
Osončenost je glavna spremenljivka, ki vpliva na ravnovesno temperaturo pri načrtovanju vesoljskih plovil in planetologiji.
Merjenje Sončeve aktivnosti in obsevanosti je skrb za vesoljska potovanja. Na primer, ameriška vesoljska agencija NASA je leta 2003 izstrelila svoj satelit Solar Radiation and Climate Experiment (SORCE) s štirimi inšrumenti: Total Irradiance Monitor (TIM), Solar Stellar Irradiance Comparison Experiment (SOLSTICE), Spectral Irradiance Monitor (SIM) in XUV Photometer System (XPS).